# Ящіркова змія звичайна
Ящіркова змія звичайна, ящіркова змія європейська (Malpolon monspessulanus) — вид змій родини піщаних змій (Psammophiidae). Поширений у Північній Африці, Західній і Південній Азії. Мешканець аридних передгір'їв та гір. Умовно отруйна змія (реальної небезпеки для людини не становить). Описано 2 підвиди.

## Опис
Велика змія завдовжки близько 2 м. Довжина тіла (L. — довжина тіла від кінчика морди до клоаки) може сягати 170 см. Хвіст (L.cd.) довгий — складає майже третину довжини тіла. Морда спереду дещо закруглена, її верхня поверхня ввігнута жолобоподібно, а краї морди від ніздрів до очей помітно загострені та підняті. Очі великі.
На верхньощелепній кістці 14—17 зубів, приблизно рівних за розмірами; 1—2 задніх зуби дуже збільшені і відділені від передніх зубів проміжком. Задні борозенчасті зуби є частиною отруйного апарату змії — через рани, нанесені цими зубами, у тіло жертви потрапляє отрута. Отруйні залози розташовані над верхніми щелепами позаду очей.

### Лускатий покрив
Тіло вкрите відносно гладенькою лускою, з однією апікальною порою. Луска тулуба з поздовжнім жолобком. Навколо середини тулуба (Sq.) розташовано 17—19 рядів луски. Черевних щитків (Ventr.) 160—200. Підхвостових щитків (Scd.) 68—104 пари. Луска по краях черева істотно більша, ніж спинна. Анальний щиток роздільний.
Голова зверху вкрита великими симетричними щитками. Міжщелепний щиток майже не видається між носовими. Лобний щиток довгий і вузький, задній його кінець більш-менш закруглений. Ніздря розташована між 2 щитками. Верхньогубних щитків 8, рідше 9; два із них торкаються ока, а два останніх найбільші.

### Забарвлення
Верхня сторона тіла темно-оливкового кольору, без плям. У великих особин добре виражена темна смуга, облямована по верхньому краю жовтуватою пунктирною лінією, яка проходить вздовж крайнього рядку тулубної луски з кожного боку тіла. У статевозрілих самців забарвлення передньої частини тулуба, верху голови оливково-зелене, а всій іншій поверхні тіла — синювато-сіре. Черевна сторона блідо-жовта, поздовжній візерунок або його фрагменти зберігаються лише на горлі. У самок зберігаються темні подовжні смуги з боків тулуба та поздовжній малюнок на череві. 
Молоді змії зверху коричневого, оливково-бурого або сіруватого кольору з бурими, темно-коричневими або майже чорними дрібними плямами, розташованими у вигляді добре виражених поздовжніх рядків. Забарвлення молодих змій виглядає строкатим через контраст цих темних плям з жовтими або білими краями окремої луски на спині та боків тулуба. З віком плями на спині та черевний поверхні тіла зникають, забарвлення змій розміром понад 70 см однотонне — сірувато-оливкове або буро-сіре з жовтим, без плям, черевом.

## Поширення
Вид поширений в Північній Африці, Південній Європі, на півдні Балканського півострова, на Кавказі, у Малій Азії, Західному Ірані, Іраку, Сирії, Лівані, Ізраїлі, Йорданії, Західній Аравії. 

## Особливості біології

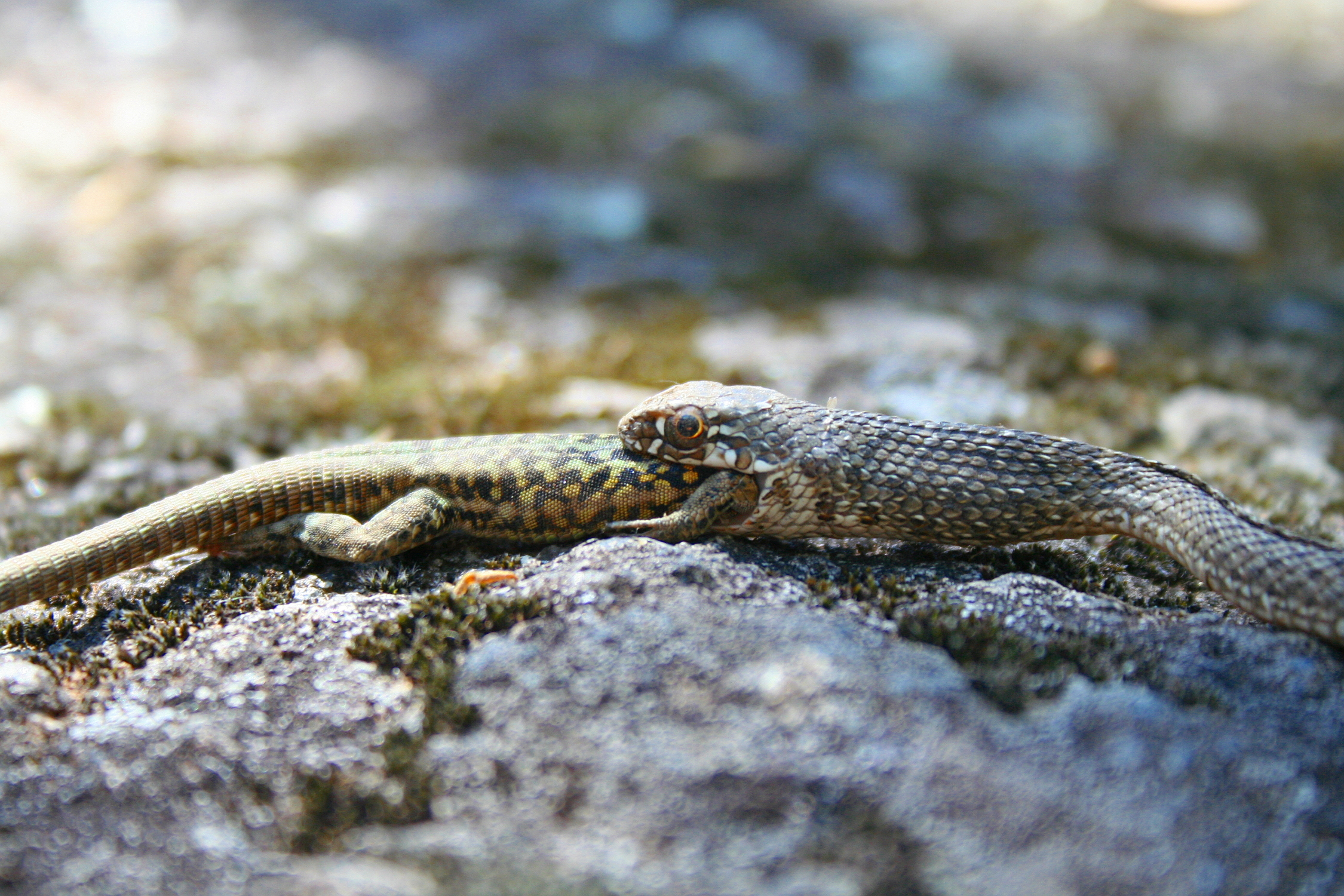
Ящіркова змія та її жертва — ящірка стінна

Населяє аридні ландшафти, сухі кам'янисті напівпустелі, садиби, виноградники, околиці бавовняних полів, вали зрошувальних каналів. Зустрічається на висоті до 1100—1500 м над рівнем моря. Ховається в норах піщанок й ховрахів, порожнечах під камінням, промоїнах у ґрунті, тріщинах та купах каміння. Активність після зимівлі починається в середині березня — на початку квітня. На зимівлю йде у вересні—жовтні. Активна в присмерку та вночі. 
Чисельність у Передкавказзі досить низька. За денну екскурсію, прокладену в типових біотопах, можна зустріти не більше 2 змій. У Закавказзі щільність популяції вища і складає до 2 ос./га.
У разі небезпеки намагається сховатися в найближчу нору або під камінь, але, не маючи такої можливості, іноді поводиться дуже агресивно: шипить, роздмухує тіло, люто кусається та здійснює кидки до 1 м в бік ворога. 
Належить до яйцекладних змій. Парування відбувається в квітні, а в другій половині травня — червні самки відкладають 5—20 яєць розміром 30—35 × 40—45 мм. Молоді змії довжиною тіла 22—27 см з'являються з другої половині липня. 
Живиться гризунами, ящірками та іншими зміями, яких вона спочатку кусає, а потім обвиває кільцями тулуба і душить.

## Охорона
Стан більшості природних популяцій виду в межах ареалу залишається більш-менш стабільним. Саме тому він, згідно Червоного списку МСОП, отримав охоронний статус «відносно благополучний вид». Malpolon monspessulanus охороняється в Європі і занесена до Додатку ІІІ Бернської конвенції (охоронна категорія: вид підлягає охороні).

## Практичне значення
Ящіркова змія звичайна належить до групи умовно отруйних змій. Її отрута відносно малотоксична і діє переважно на холоднокровних тварин, тому не становить реальної небезпеки для людини. При її укусі спостерігаються легкі симптоми отруєння (набряк, біль, місцеві капілярні крововиливи), які після надання первинної медичної допомоги протягом кількох днів зникають. 

## Систематика
Описано 2 підвиди: 
- Malpolon monspessulanus monspessulanus (номінативний підвид; поширений у Західному Сереземномор'ї);
- Malpolon monspessulanus saharatlanticus (підвид займає основну частину ареалу).